# Дітріх Раух
Дітріх Раух (нім. Dietrich Rauch; 18 грудня 1916, Єна — ?) — німецький офіцер-підводник, капітан-лейтенант крігсмаріне.

## Біографія
3 квітня 1936 року вступив на флот. З липня 1941 по березень 1942 року пройшов курс підводника. З квітня 1942 року — 1-й вахтовий офіцер на підводному човні U-107. З листопада 1942 по січень 1943 року пройшов курс командира човна. З 16 лютого по 28 липня 1943 року — командир U-141. В серпні-листопаді 1943 року — офіцер-інструктор 1-ї навчальної дивізії підводних човнів. З 23 грудня 1943 по 21 липня 1944 року — командир U-868. В липні 1944 року переданий в розпорядження 4-ї флотилії. З листопада 1944 по квітень 1945 року — командир роти 2-ї навчальної дивізії підводних човнів. В травні взятий в полон. 8 серпня 1945 року звільнений.

## Звання
- Кандидат в офіцери (3 квітня 1936)
- Морський кадет (10 вересня 1936)
- Фенріх-цур-зее (1 травня 1937)
- Оберфенріх-цур-зее (1 липня 1938)
- Лейтенант-цур-зее (1 жовтня 1938)
- Оберлейтенант-цур-зее (1 жовтня 1940)
- Капітан-лейтенант (1 жовтня 1943)